# جائزة الكرة الذهبية 1966
جائزة الكرة الذهبية 1966، جائزة سنوية تُعطى لأفضل لاعب كرة القدم في العالم من طرف مجلة فرانس فوتبول الفرنسية، كما تقرره لجنة دولية من الصحفيين الرياضيين، وفاز بالجائزة في 1966 اللاعب الإنجليزي بوبي تشارلتون لاعب مانشستر يونايتد متفوقا بنقطة واحدة عن البرتغالي أوزيبيو.

## الترتيب
| الترتيب | اللاعب         | النادي          | الجنسية         | النقاط |
| ------- | -------------- | --------------- | --------------- | ------ |
| 1       | بوبي تشارلتون  | مانشستر يونايتد | إنجلترا         | 81     |
| 2       | أوزيبيو        | بنفيكا          | البرتغال        | 80     |
| 3       | فرانتس بكنباور | بايرن ميونخ     | ألمانيا الغربية | 59     |